# Negociando con tiburones
Negociando con tiburones (en inglés: Shark Tank) es una serie estadounidense de telerrealidad que se estrenó el 9 de agosto de 2009, en ABC. El programa es una franquicia del formato internacional Dragons' Den (La guarida del dragón), el cual se originó en Japón en 2001. Shark Tank muestra concursantes aspirantes a emprendedores realizando presentaciones de negocios a un panel de inversionistas, cada uno denominado «tiburón», quienes luego deciden si invierten en ellos o no.
Shark Tank ha sido un éxito de índices de audiencia en su franja horaria y ha ganado el Premio Primetime Emmy por el Mejor Programa de Telerrealidad Estructurada tres veces.

## Visión general
Negociando con tiburones es producido por Mark Burnett y está basado en el formato internacional Dragons' Den; el cual se originó en 2001 con el programa japonés Money Tigers (Tigres del Dinero). El programa, sin embargo, se parece más al formato de la versión británica, Dragons' Den, el cual se estrenó en 2005.
El programa cuenta con un panel de inversores potenciales, llamados "tiburones," quienes consideran las ofertas de aspirantes a empresarios que buscan inversiones para sus negocios o productos. Los tiburones sí reciben un pago por su participación en el programa, pero el dinero que invierten es suyo. El emprendedor puede hacer un trato en el programa si un miembro del panel está interesado en él. Sin embargo, si todos los miembros del panel optan por salir, el emprendedor se va con las manos vacías. Se dice que el programa retrata "el drama de las reuniones de negocio y la interacción entre los empresarios y magnates". Una propuesta de negocio de una hora es editada para tener un "un segmento dramático de 10 minutos".
Dos de los "tiburones" con más tiempo en el programa, Robert Herjavec y Kevin O'Leary, son empresarios de Canadá que han aparecido anteriormente en la versión canadiense del programa Dragons' Den.
Los "tiburones" a menudo encuentran debilidades y fallas en el concepto, producto o modelo empresarial de un emprendedor. Algunos de los inversionistas tratan de suavizar los momentos de rechazo, como Barbara Corcoran, mientras que otros como O'Leary pueden ser "brutales" y mostrar "ninguna paciencia incluso para los momentos de penuria".
Muchos (posiblemente la mayoría) de los acuerdos realizados en el programa nunca se promulgan, debido al proceso de investigación de los inversores después del acuerdo, que incluye pruebas de productos y el examen de las finanzas personales y comerciales de los concursantes. En algunos casos, los propios emprendedores se han retirado del trato después de admitir que solo querían aparecer en el programa para tener publicidad.
El programa inicialmente requería que cada concursante firmara un acuerdo con Finnmax, el productor de Negociando con tiburones, prometiendo a Finnmax la opción de tomar una "regalía del 2%" o "participación del capital del 5%" en la empresa comercial del concursante. Sin embargo, en octubre de 2013, este requisito fue derogado por la red, retroactivamente, debido a la presión del miembro del panel Mark Cuban. Cuban sentía que el requerimiento debilitaría la calidad de los emprendedores, ya que los inversionistas expertos tendrían cuidado de no vender una parte de su empresa solo por aparecer en el programa. Un número de participantes potenciales se han negado a aparecer en el programa por esta razón.

## Producción

### Temporadas 1–3
Negociando con tiburones se estrenó en agosto de 2009 y se emitieron 14 episodios hasta enero de 2010. En agosto, fue renovado para una segunda temporada. La segunda temporada se estrenó con un episodio de "sneak peek" el domingo 20 de marzo de 2011, antes de reanudar su franja horaria de viernes por la noche el 25 de marzo de 2011. 
La segunda temporada tuvo 9 episodios, 5 de ellos con nuevos miembros en el panel. El comediante Jeff Foxworthy y Mark Cuban substituyeron al miembro del panel Kevin Harrington en esos episodios. En esta temporada, Kevin O'Leary, Barbara Corcoran, Daymond John y Robert Herjavec aparecieron en los 9 episodios; Mark Cuban apareció en tres, Kevin Harrington en cuatro, y Jeff Foxworthy en dos.
La tercera temporada de Negociando con tiburones se estrenó en enero de 2012. Durante la segunda temporada, Kevin Harrington fue reemplazado por Mark Cuban, mientras que en la tercera temporada, la "Reina de QVC" Lori Greiner reemplazó a Barbara Corcoran en 4 episodios. Kevin O'Leary, Daymond John, Robert Herjavec y Mark Cuban aparecieron en los 15 episodios de la tercera temporada. 
En febrero, ABC ordenó dos episodios adicionales para la temporada 3 utilizando imágenes no puestas al aire, que trajo a la temporada un total de 15 episodios. El 10 de mayo de 2012, Negociando con tiburones fue renovado para una cuarta temporada que consistió de 26 episodios. Esta es la primera vez que el programa recibe una orden de temporada completa. La filmación comenzó el 30 de junio de 2012. 

### Temporadas 4–9
De acuerdo con guía de televisión, los miembros del panel del programa habían invertido $ 12.4 millones en las oportunidades de negocios que se les presentaron durante esa temporada. Aquellos cuyas ideas de negocios no resultaron en una inversión de los tiburones, todavía se beneficiaron de la publicidad generada por el concursante que aparecía en el programa. Durante la temporada de 2012 del programa, 36.076 personas solicitaron ser candidatas.
En 2013, ABC renovó el espectáculo para una quinta temporada. La temporada 5 se estrenó el 20 de septiembre de 2013. En octubre de 2013, ABC ordenó dos episodios adicionales para la temporada. En diciembre de 2013, ABC ordenó otros cuatro episodios, llevando la duración de la temporada a 29 episodios. Steve Tisch y John Paul DeJoria fueron agregados como miembros del panel. En 2013, CNBC licenció los derechos exclusivos de cable fuera de la red para el programa de ABC.
En mayo de 2014, ABC anunció una sexta temporada a partir de septiembre de 2014. El programa comenzó su sindicación funcionada en CNBC el 30 de diciembre de 2013.
La séptima temporada del programa se estrenó el viernes 25 de septiembre de 2015. El actor/inversionista Ashton Kutcher, el director de música/CEO Troy Carter y el inversor de riesgo Chris Sacca aparecieron como tiburones invitados.
El 11 de mayo de 2017, ABC renovó la serie para una novena temporada. La novena temporada cambió de horario, del viernes al domingo, y se estrenó el 1 de octubre de 2017. Contó con Richard Branson como tiburón invitado y un nuevo set de aspecto moderno, Eames Lounge Chairs, vistas del ático de una ciudad, piscina infinita, escalera de cristal a un piso de arriba, salón y más espacio. 

### Temporadas 10–16
La décima temporada de Negociando con tiburones subtitulada "La Década " se estrenó el domingo 7 de octubre de 2018. Su primer episodio fue el número 200 del programa.
El 5 de febrero de 2019, ABC anunció en la gira de prensa de TCA que Shark Tank regresaría para undécima temporada. Esta se estrenó el 29 de septiembre de 2019.
El 21 de mayo de 2020, ABC renovó la serie para una duodécima temporada, estrenada el 16 de octubre de 2020. El 13 de mayo de 2021, ABC renovó el programa para una decimotercera temporada. Se estrenó el viernes 8 de octubre de 2021. En mayo de 2022 el programa fue renovado para su decimocuarta temporada que se estrenó el 23 de septiembre de ese mismo año.El 27 de noviembre de 2023, Mark Cuban reveló que dejaría Shark Tank después de la decimosexta temporada del programa.  El 10 de mayo de 2024, ABC renovó oficialmente la serie para una decimosexta temporada, que fue estrenada el 18 de octubre de 2024.

## Elenco
= Inversionista principal, denominado "Shark/Tiburón".
     = Inversionista invitado.
| Tiburones            | Temporadas | Temporadas | Temporadas | Temporadas | Temporadas | Temporadas | Temporadas | Temporadas | Temporadas | Temporadas | Temporadas | Temporadas | Temporadas | Temporadas | Temporadas | Temporadas |
| Tiburones            | 1          | 2          | 3          | 4          | 5          | 6          | 7          | 8          | 9          | 10         | 11         | 12         | 13         | 14         | 15         | 16         |
| -------------------- | ---------- | ---------- | ---------- | ---------- | ---------- | ---------- | ---------- | ---------- | ---------- | ---------- | ---------- | ---------- | ---------- | ---------- | ---------- | ---------- |
| Kevin Harrington     |            |            |            |            |            |            |            |            |            |            |            |            |            |            |            |            |
| Barbara Corcoran     |            |            |            |            |            |            |            |            |            |            |            |            |            |            |            |            |
| Kevin O'Leary        |            |            |            |            |            |            |            |            |            |            |            |            |            |            |            |            |
| Robert Herjavec      |            |            |            |            |            |            |            |            |            |            |            |            |            |            |            |            |
| Daymond John         |            |            |            |            |            |            |            |            |            |            |            |            |            |            |            |            |
| Mark Cuban           |            |            |            |            |            |            |            |            |            |            |            |            |            |            |            |            |
| Lori Greiner         |            |            |            |            |            |            |            |            |            |            |            |            |            |            |            |            |
| Daniel Lubetzky      |            |            |            |            |            |            |            |            |            |            |            |            |            |            |            |            |
| Inversores Invitados |            |            |            |            |            |            |            |            |            |            |            |            |            |            |            |            |
| Jeff Foxworthy       |            |            |            |            |            |            |            |            |            |            |            |            |            |            |            |            |
| Steve Tisch          |            |            |            |            |            |            |            |            |            |            |            |            |            |            |            |            |
| John Paul DeJoria    |            |            |            |            |            |            |            |            |            |            |            |            |            |            |            |            |
| Nick Woodman         |            |            |            |            |            |            |            |            |            |            |            |            |            |            |            |            |
| Troy Carter          |            |            |            |            |            |            |            |            |            |            |            |            |            |            |            |            |
| Ashton Kutcher       |            |            |            |            |            |            |            |            |            |            |            |            |            |            |            |            |
| Chris Sacca          |            |            |            |            |            |            |            |            |            |            |            |            |            |            |            |            |
| Rohan Oza            |            |            |            |            |            |            |            |            |            |            |            |            |            |            |            |            |
| Álex Rodríguez       |            |            |            |            |            |            |            |            |            |            |            |            |            |            |            |            |
| Bethenny Franke      |            |            |            |            |            |            |            |            |            |            |            |            |            |            |            |            |
| Sara Blakely         |            |            |            |            |            |            |            |            |            |            |            |            |            |            |            |            |
| Richard Branson      |            |            |            |            |            |            |            |            |            |            |            |            |            |            |            |            |
| Matt Higgins         |            |            |            |            |            |            |            |            |            |            |            |            |            |            |            |            |
| Alli Webb            |            |            |            |            |            |            |            |            |            |            |            |            |            |            |            |            |
| Charles Barkley      |            |            |            |            |            |            |            |            |            |            |            |            |            |            |            |            |
| Jamie Sminoff        |            |            |            |            |            |            |            |            |            |            |            |            |            |            |            |            |
| Anne Wojcicki        |            |            |            |            |            |            |            |            |            |            |            |            |            |            |            |            |
| Katrina Lake         |            |            |            |            |            |            |            |            |            |            |            |            |            |            |            |            |
| Maria Sharapova      |            |            |            |            |            |            |            |            |            |            |            |            |            |            |            |            |
| Kendra Scott         |            |            |            |            |            |            |            |            |            |            |            |            |            |            |            |            |
| Blake Mycoskie       |            |            |            |            |            |            |            |            |            |            |            |            |            |            |            |            |
| Emma Grede           |            |            |            |            |            |            |            |            |            |            |            |            |            |            |            |            |
| Peter Jones          |            |            |            |            |            |            |            |            |            |            |            |            |            |            |            |            |
| Kevin Hart           |            |            |            |            |            |            |            |            |            |            |            |            |            |            |            |            |
| Nirav Tolia          |            |            |            |            |            |            |            |            |            |            |            |            |            |            |            |            |
| Gwyneth Paltrow      |            |            |            |            |            |            |            |            |            |            |            |            |            |            |            |            |
| Tony Xu              |            |            |            |            |            |            |            |            |            |            |            |            |            |            |            |            |
| Candace Nelson       |            |            |            |            |            |            |            |            |            |            |            |            |            |            |            |            |
| Jason Blum           |            |            |            |            |            |            |            |            |            |            |            |            |            |            |            |            |
| Michael Rubin        |            |            |            |            |            |            |            |            |            |            |            |            |            |            |            |            |
| Jamie Kern Lima      |            |            |            |            |            |            |            |            |            |            |            |            |            |            |            |            |
| Rashaun L. Williams  |            |            |            |            |            |            |            |            |            |            |            |            |            |            |            |            |
| Todd Graves          |            |            |            |            |            |            |            |            |            |            |            |            |            |            |            |            |

## Recepción

### Recepción de la crítica
Durante la primera temporada, Negociando con tiburones tuvo en general una recepción positiva. Josh Wolk de la Entertainment Weekly escribió: «Los hombres de dinero hacen preguntas informadas y toman decisiones astutas, un alivio bienvenido de las llamadas caprichosas de Donald Trump a Burnett de Celebrity Apprentice». Heather Havrilesky de Salon dijo que «Shark Tank de ABC es fácilmente el mejor nuevo reality show de la televisión que saldrá al aire este verano». Tom Shales de The Washington Post escribió: «Suena tonto y visualmente tedioso, con la mayoría de las acciones que se llevan a cabo en una sala de conferencias, son todas esas cosas, pero los momentos de miseria lo hacen memorable». Shales señaló que el programa se estrenó durante una recesión económica y que muchos de los aspirantes a empresarios habían invertido cantidades significativas de dinero en sus negocios; él elogió «cómo hábilmente el programa personaliza la desesperación y el dolor experimentados por las víctimas de una economía descompuesta». David Hinckley, del New York Daily News dijo: «Una vez que pasas su título un tanto engañoso, el nuevo Shark Tank de Mark Burnett es una hora bien desarrollada que ofrece entretenimiento sin humillación».

### Índices de audiencia
Durante las primeras dos temporadas, el programa apenas alcanzó los 5 millones de espectadores, y la temporada 2 solo tuvo 9 episodios en su transmisión. Pero para la temporada 3, la audiencia del programa superó los 5 millones y comenzó a escalar por los 100 primeros puestos en los índices de audiencia. Para el 2012, el programa promedió más de 6 millones de espectadores en un episodio. Es el programa más visto los viernes por la noche en el grupo demográfico de 18 a 49 años. Como resultado, ABC añadió tres episodios más a la orden original de la temporada a 22. En su sexta temporada la serie alcanzó más de 9 millones de televidentes, convirtiéndose en la temporada más exitosa hasta la fecha.
| Temp. | Horario (EST)                                               | Número de episodios | Estreno                  | Estreno                    | Final                 | Final                      | Temporada de televisión | Ranking general | Promedio de espectadores (en millones) |
| Temp. | Horario (EST)                                               | Número de episodios | Fecha                    | Espectadores (en millones) | Fecha                 | Espectadores (en millones) | Temporada de televisión | Ranking general | Promedio de espectadores (en millones) |
| ----- | ----------------------------------------------------------- | ------------------- | ------------------------ | -------------------------- | --------------------- | -------------------------- | ----------------------- | --------------- | -------------------------------------- |
| 1     | Viernes 9:00 p. m.                                          | 14                  | 9 de agosto de 2009      | 4.23                       | 5 de febrero de 2010  | 4.65                       | 2009–10                 | 102             | 4.81                                   |
| 2     | Viernes 8:00 p. m.                                          | 9                   | 20 de marzo de 2011      | 6.13                       | 13 de mayo de 2011    | 4.99                       | 2010–11                 | 113             | 5.12                                   |
| 3     | Viernes 8:00 p. m.                                          | 15                  | 20 de enero de 2012      | 6.25                       | 18 de mayo de 2012    | 5.52                       | 2011–12                 | 98              | 6.03                                   |
| 4     | Viernes 8:00 p. m. (1-7, 23) Viernes 9:00 p. m.(8-22,24-26) | 26                  | 14 de septiembre de 2012 | 6.40                       | 17 de mayo de 2013    | 6.68                       | 2012–13                 | 63              | 6.92                                   |
| 5     | Viernes 9:00 p. m.                                          | 29                  | 20 de septiembre de 2013 | 6.86                       | 16 de mayo de 2014    | 6.74                       | 2013–14                 | 51              | 8.02                                   |
| 6     | Viernes 9:00 p. m.                                          | 29                  | 26 de septiembre de 2014 | 7.45                       | 15 de mayo de 2015    | 7.04                       | 2014–15                 | 55              | 9.13                                   |
| 7     | Viernes 9:00 p. m.                                          | 29                  | 25 de septiembre de 2015 | 6.08                       | 20 de mayo de 2016    | 5.47                       | 2015–16                 | 63              | 7.05                                   |
| 8     | Viernes 9:00 p. m.                                          | 24                  | 23 de septiembre de 2016 | 4.98                       | 12 de mayo de 2017    | 4.01                       | 2016–17                 | 71              | 6.00                                   |
| 9     | Domingo 9:00 p. m.                                          | 24                  | 1 de octubre de 2017     | 5.12                       | 25 de febrero de 2018 | 3.15                       | 2017-18                 | 86              | 5.50                                   |
| 10    | Domingo 9:00 p. m.                                          | 23                  | 7 de octubre de 2018     | 2.96                       | 12 de mayo de 2019    | 3.87                       | 2018-19                 | 108             | 4.31                                   |
| 11    | Domingo 9:00 p. m. (1-12) Viernes 8:00 p. m. (13-24)        | 24                  | 29 de septiembre de 2019 | 3.82                       | 15 de mayo de 2020    | 4.55                       | 2019-20                 | 70              | 4.95                                   |
| 12    | Viernes 8:00 p. m.                                          | 25                  | 16 de octubre de 2020    | 4.03                       | 21 de mayo de 2021    | 3.55                       | 2020-21                 | 61              | 4.97                                   |
| 13    | Viernes 8:00 p. m. Lunes 9:00 pm. (solo 21)                 | 24                  | 8 de octubre de 2021     | 3.72                       | 20 de mayo de 2022    | 3.59                       | 2021-22                 | –               | –                                      |
| 14    | Viernes 8:00 p. m.                                          | 22                  | 23 de septiembre de 2022 | 3.79                       | 19 de mayo de 2023    | 3.35                       | 2022-23                 | –               | –                                      |
| 15    | Viernes 8:00 p. m.                                          | 22                  | 29 de septiembre de 2023 | 3.47                       | 3 de mayo de 2024     | 2.74                       | 2023-24                 | –               | –                                      |
| 16    | Viernes 8:00 p. m.                                          | –                   | 18 de octubre de 2024    | 2.34                       | –                     | –                          | 2024-25                 | –               | –                                      |

## Premios y nominaciones
| Año  | Premio                                                                                               | Resultado | Ref.   |
| ---- | --- | --------- | ------ |
| 2012 | Premio de Televisión de la Crítica a la Mejor Serie de Telerrealidad - Competición                   | Nominado  |        |
| 2012 | Anexo:Primetime Emmy al Mejor Reality                                                                | Nominado  | [ 2 ]  |
| 2013 | Critics Choice Television Award for Best Reality Series – Competition                                | Nominado  | [ 2 ]  |
| 2013 | PGA Award for Outstanding Producer of Non-Fiction Television                                         | Nominado  | [ 2 ]  |
| 2013 | Primetime Emmy Award for Outstanding Reality Program                                                 | Nominado  | [ 2 ]  |
| 2013 | Television Critics Association Award for Outstanding Achievement in Reality Programming              | Ganador   | [ 2 ]  |
| 2014 | Critics Choice Television Award for Best Reality Series – Competition                                | Ganador   | [ 2 ]  |
| 2014 | Image Award for Outstanding Reality Series                                                           | Nominado  | [ 2 ]  |
| 2014 | PGA Award for Outstanding Producer of Non-Fiction Television                                         | Nominado  | [ 2 ]  |
| 2014 | Primetime Emmy Award for Outstanding Directing for Nonfiction Programming                            | Nominado  | [ 2 ]  |
| 2014 | Primetime Emmy Award for Outstanding Structured Reality Program                                      | Ganador   | [ 2 ]  |
| 2014 | Television Critics Association Award for Outstanding Achievement in Reality Programming              | Nominado  | [ 2 ]  |
| 2015 | Critics Choice Television Award for Best Reality Series                                              | Ganador   | [ 2 ]  |
| 2015 | Image Award for Outstanding Reality Series                                                           | Nominado  | [ 2 ]  |
| 2015 | PGA Award for Outstanding Producer of Non-Fiction Television                                         | Nominado  | [ 2 ]  |
| 2015 | Primetime Emmy Award for Outstanding Picture Editing for Reality Programming                         | Nominado  | [ 2 ]  |
| 2015 | Primetime Emmy Award for Outstanding Structured Reality Program                                      | Ganador   | [ 2 ]  |
| 2015 | Television Critics Association Award for Outstanding Achievement in Reality Programming              | Nominado  | [ 2 ]  |
| 2015 | USA Kids' Choice Awards Blimp Award for Favorite Reality Show                                        | Nominado  | [ 2 ]  |
| 2016 | Primetime Emmy Award for Outstanding Picture Editing for a Structured or Competition Reality Program | Nominado  | [ 2 ]  |
| 2016 | Primetime Emmy Award for Outstanding Structured Reality Program                                      | Ganador   |        |
| 2017 | Primetime Emmy Award for Outstanding Picture Editing for a Structured or Competition Reality Program | Nominado  |        |
| 2017 | Primetime Emmy Award for Outstanding Structured Reality Program                                      | Ganador   |        |
| 2021 | NAACP Image Award for Outstanding Reality Program, Reality Competition or Game Show (Series)         | Nominado  | [ 92 ] |

## Beyond the Tank
ABC lanzó una serie complementaria, Beyond the Tank (en español, «más allá del tanque»),  que muestra el estado actual de las compañías que aparecieron en Shark Tank, tanto las que hicieron un acuerdo como las que fueron rechazadas por los inversores. Dos temporadas de Beyond the Tank han sido transmitidas hasta ahora, una en 2015 y otra en 2016.
21 de marzo de 2015 – 17 de diciembre de 2016

## Versiones Internacionales
| Nombre local                                                                              | País                   | Canal Original                                                                         | Historial de transmisión                      | Temporadas | Ref                             |
| ----------------------------------------------------------------------------------------- | ---------------------- | -------------------------------------------------------------------------------------- | --------------------------------------------- | ---------- | ------------------------------- |
| הכרישים(he)                                                                               | Israel                 | Keshet                                                                                 | julio de 2006– mayo 2007                      | 6          | [ 96 ]                          |
| הכרישים(he)                                                                               | Israel                 | Keshet 12                                                                              | 20 de febrero de 2018– presente               | 6          | [ 96 ]                          |
| The Entrepreneur                                                                          | Emiratos Árabes Unidos | Sony Pictures Television Arabia, Dubai One, AWAAN                                      | 3 de octubre de 2012- 21 de noviembre de 2012 | 1          |                                 |
| Shark Tank(en)                                                                            | Australia              | Network 10                                                                             | 8 de febrero de 2015– 7 de agosto de 2018     | 4          | [ 97 ]                          |
| Shark Tank Portugal: Lago dos Tubarões                                                    | Portugal               | SIC                                                                                    | 21 de marzo de 2015– 17 de diciembre de 2016  | 2          |                                 |
| Shark Tank Italia(it)                                                                     | Italia                 | Italia 1                                                                               | 21 de mayo de 2015– 4 de junio de 2015        | 1          | [ 98 ]                          |
| Shark Tank México (Shark Tank México, negociando con tiburones)                           | México                 | Sony Channel                                                                           | 17 de junio de 2016– presente                 | 9          | [ 99 ]                          |
| Shark Tank Brasil: Negociando com Tubarões (Shark Tank Brasil - Negociando con tiburones) | Brasil                 | Sony Channel                                                                           | 13 de octubre de 2016– presente               | 9          | [ 100 ]                         |
| Shark Tank South Africa                                                                   | Sudáfrica              | DSTV                                                                                   | 31 de diciembre de 2016– 2017                 | 1          | [ 101 ]                         |
| Thương vụ bạc tỷ(vi)                                                                      | Vietnam                | VTV3                                                                                   | 11 de noviembre de 2017– presente             | 7          | [ 102 ]                         |
| Shark Tank - تحدي الهوامير                                                                | Arabia Saudita         | –                                                                                      | 13 de noviembre de 2017– presente             | 4          | [ 103 ] [ 104 ]                 |
| Shark Tank Colombia                                                                       | Colombia               | Sony Channel                                                                           | 24 de mayo de 2018– presente                  | 6          | [ 105 ]                         |
| Cápák Között(hu)                                                                          | Hungría                | RTL                                                                                    | 18 de febrero de 2019– presente               | 8          | [ 106 ]                         |
| Shark Tank India (शार्क टैंक इंडिया)                                                             | India                  | Sony Channel                                                                           | 20 de diciembre de 2021– presente             | 4          | [ 107 ]                         |
| Shark Tank Malta                                                                          | Malta                  | TVM                                                                                    | 10 de abril de 2022– presente                 | 3          | [ 108 ] [ 109 ]                 |
| Shark Tank Masr Shark Tank Egypt - Shark Tank مصر - شارك تانك مصر                         | Egipto                 | IMP, WATCH iT!, CBC & UMS, (United Media Services), MBC Masr, MBC Masr 2, MBC5, Shahid | 7 de enero de 2023– presente                  | 2          | [ 110 ] [ 111 ] [ 112 ] [ 113 ] |
| Shark Tank Nepal                                                                          | Nepal                  | Himalaya Television                                                                    | 2023– presente                                | 1          | [ 114 ]                         |
| Shark Tank Dubai                                                                          | Emiratos Árabes Unidos | Sony Pictures Television Arabia, Dubai TV, Dubai One, AWAAN                            | 2023– presente                                | 2          | [ 115 ]                         |
| Shark Tank Guatemala                                                                      | Guatemala              | Guatemala TV                                                                           | 24 de abril de 2025– presente                 | 1          | [ 116 ] [ 117 ]                 |